# Hayyim Nahman Bialik

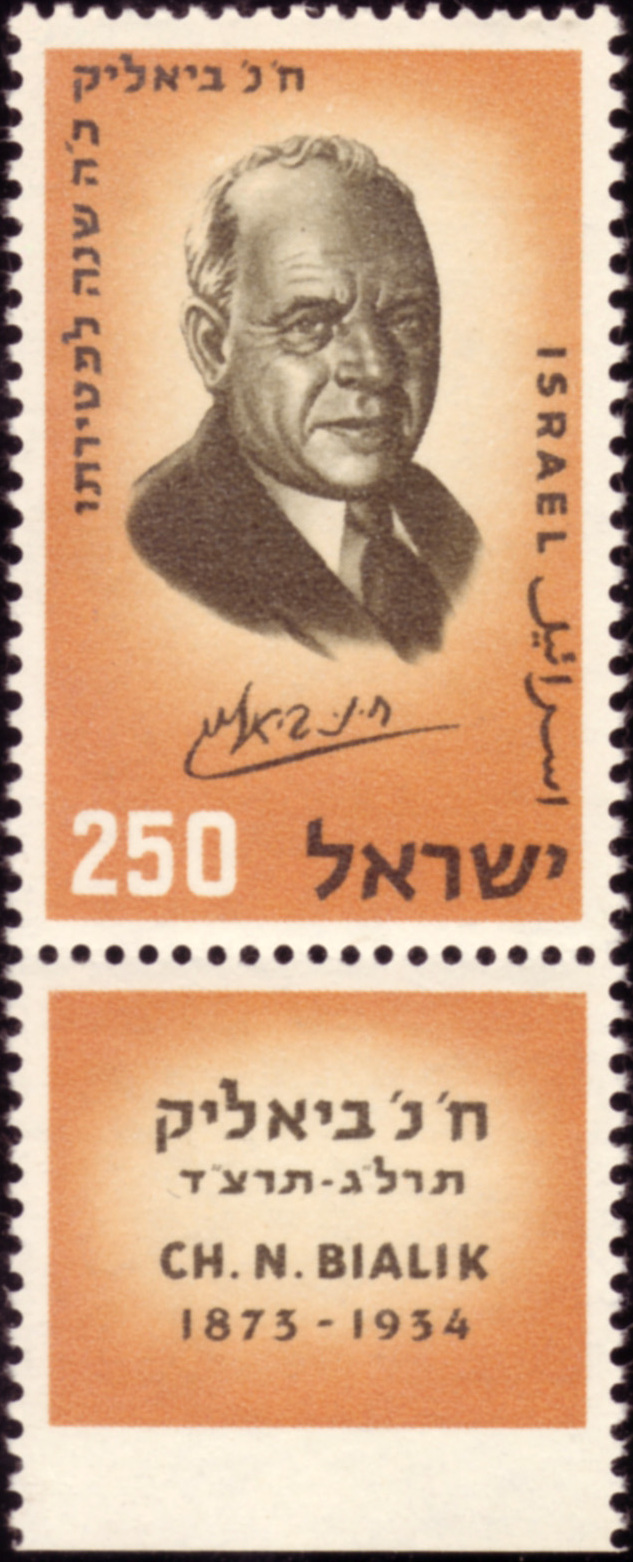
Segell israelià de 1959, dedicat a Biálik en complir-se els 25 anys de la seva defunció

Hayyim Nahman Bialik (també escrit de vegades Chaim N. Bialik, (en hebreu: חיים נחמן ביאליק) (Radi, Volínia, Ucraïna, 9 de gener de 1873 — Viena, 4 de juliol de 1934) va ser un poeta jueu, considerat un dels més influents de la llengua hebrea i poeta nacional d'Israel.

## Biografia
Bialik va néixer al poble de Radi, a la regió de Volínia a la part ucraïnesa de l'Imperi Rus. Era el fill de Yitzhak Yosef Bialik, un estudiós i negociant de fusta, i Dinah Priveh. El pare de Bialik va morir el 1880, quan Bialik tenia 7 anys. Aleshores, Bialik va ser criat a Zhitomir (també a Ucraïna) pel seu avi ortodox, Yaakov Moshe Bialik. L'avi Yankev s'havia fet ric, però Yitzhak Yosef no tenia gaire talent comercial i el negoci va fer fallida.
Zhitomir va rebre una educació religiosa jueva tradicional, però també va explorar la literatura europea. A l'edat de 15 anys, inspirat en un article que va llegir, va convèncer el seu avi d'enviar-lo a la Volozhin Yeshiva a Lituània, per estudiar a una famosa acadèmia Talmúdica sota el rabí Naftali Zvi Yehuda Berlin, on esperava poder continuar la seva escola jueva tot i ampliar la seva educació a la literatura europea. Atraient al moviment de la Il·lustració jueva (Haskala), Bialik es va allunyar gradualment de la vida de la yeshiva. Poemes com HaMatmid ("L'estudiant del Talmud") escrit el 1898 reflecteixen la seva gran ambivalència cap a aquesta forma de vida: d'una banda l'admiració per la dedicació i devoció dels estudiants de yeshiva als seus estudis, d'altra banda, un menyspreu per l'estretor del seu món.
Als 18 anys, va partir cap a Odessa, el centre de la cultura jueva moderna a Ucraïna i l'Imperi rus meridional, dibuixat per destacats personatges com Mendele Mocher Sforim i Ahad Ha'am. A Odessa, Bialik va estudiar llengües i literatura russes i alemanyes, i va somiar amb inscriure's al Seminari Rabbinical Moderna Ortodoxa de Berlín. Sòl i sense diners, es va dedicar a ensenyar hebreu. La publicació de 1892 del seu primer poema, El Hatzipor "To the Bird", que expressa un anhel de Zion, en un llibret editat per Yehoshua Ravnitzky (un futur col·laborador), va facilitar el camí de Bialik als cercles literaris jueus d'Odessa. Es va unir al moviment Hovevei Zion i es va fer amic d'Ahad Ha'am, que va tenir una gran influència en el seu punt de vista sionista.
Bialik es va casar amb Manya Averbuch el 1893. Durant un temps va treballar com a comptador en el negoci del seu sogre a Korostyshiv, prop de Kíiv. Però quan això va resultar infructuós, es va traslladar el 1897 a Sosnowiec, una petita ciutat de Zaglembia, al sud de Polònia, a prop de la frontera amb Prússia i Àustria, que llavors era part de l'Imperi Rus. A Sosnowiec, Bialik va treballar com a professor hebreu i va intentar guanyar ingressos addicionals com a comerciant de carbó, però la vida de provincies li va deprimir. Finalment va poder tornar a Odessa el 1900, havent aconseguit un treball com a docent.

## Obra
Una de les poesies més famoses de Bialik va ser escrita després del pogrom de Chisinau de 1903. Es titula El cant del pogrom, tot i que també es coneix com «A la ciutat de la matança», expressió que apareix al primer vers de la primera estrofa, aquí sota en hebreu i en la traducció catalana d'Eduard Feliu:
| בְּעִיר הַהֲרֵגָה קוּם לֵךְ לְךָ אֶל עִיר הַהֲרֵגָה וּבָאתָ אֶל-הַחֲצֵרוֹת וּבְעֵינֶיךָ תִרְאֶה וּבְיָדְךָ תְמַשֵּׁשׁ עַל-הַגְּדֵרוֹת וְעַל הָעֵצִים וְעַל הָאֲבָנִים וְעַל-גַּבֵּי טִיחַ הַכְּתָלִים אֶת-הַדָּם הַקָּרוּשׁ וְאֶת-הַמֹּחַ הַנִּקְשֶׁה שֶׁל-הַחֲלָלִים | A la ciutat de la matança Alça’t i ves a la ciutat de la matança, entra als patis, mira amb els teus ulls i palpa amb les teves mans les tanques, els arbres, les pedres, el guix de les parets, la sang quallada i el cervell ressec dels morts… |